# Tatosoma nigra
Tatosoma nigra là một loài bướm đêm trong họ Geometridae.